# ジョーダン郡区 (ペンシルベニア州ノーサンバーランド郡)

州内のノーサンバーランド郡の位置。

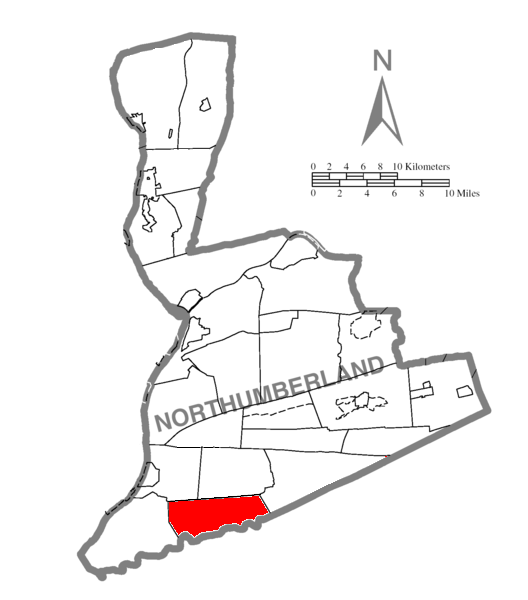
郡内のジョーダン郡区の位置。

ジョーダン郡区（Jordan Township）は、アメリカ合衆国ペンシルベニア州ノーサンバーランド郡にある郡区である。2000年現在の人口は761人。

## 地理
アメリカ国勢調査局によると、ジョーダン郡区の総面積は44.8km2で、すべて陸地である。

## 人口
2000年の国勢調査によると、ジョーダン郡区の人口は761人であり、296世帯、238家族が居住している。人口密度は 1平方キロメートルあたり17.0人である。317軒の家があり、1平方キロメートルあたり7.1軒の家が建っている。町の人種構成は、99.87%が白人、0.00%が黒人ないしアフリカ系アメリカ人、0.00%がアメリカ先住民、0.00%がアジア人、0.00%が太平洋諸島系、0.13%がその他の人種であり、0.00%は混血である。人口の0.53%はラテン系である。
全世帯の28.0%には18歳未満の子供が同居しており、75.3%は夫婦で一緒に生活している。3.0%は夫のいない女性が世帯主であり、19.3%は独身である。全世帯の15.5%は一人暮らしであり、6.1%が65歳以上である。平均世帯人数は2.57人、平均家族人数は2.86人である。
ジョーダン郡区の人口は、19.2%が18歳未満、18歳以上24歳以下が9.5%、25歳以上44歳以下が26.8%、45歳以上64歳以下が29.2%、65歳以上が15.4%である。年齢の中央値は43歳である。女性100人に対して男性は97.7人であり、18歳以上の100人の女性に対して男性は97.7人である。
町の1世帯あたりの平均収入は42,500ドルであり、1家族あたりの平均収入は45,625ドルである。男性の平均収入が29,375ドルに対し、女性の平均収入は21,023ドルである。1人あたりの収入は16,839ドルである。人口の4.7%（全家族の2.9%）が極貧層である。18歳以下の住民の6.6%、65歳以上の住民の5.3%は貧しい生活を送っている。